# Posoltega
Posoltega är en kommun (municipio) i Nicaragua med 18 725 invånare. Den ligger i den västra delen av landet på den södra sluttningen av vulkankedjan Cordillera Los Maribios, mitt emellan städerna Chinandega och León, i departementet Chinandega. Under Orkanen Mitch år 1998 drabades Posoltega av en Lahar från vulkanen Casita, i vilken mer än 2000 personer omkom.

## Geografi
Posoltega ligger på slättlandet söder om vulkankedjan Cordillera Los Maribios. Kommunen gränsar till kommunerna Chinandega och León i norr, Quezalguaque i öster och söder samt till Chichigalpa i söder och väster.
Kommunens enda större ort, med 2,492 invånare (2005), är dess huvudort med samma namn.

## Historia
Posoltega är en av de många indiansamhällen som redan existerade vid tiden för spanjorernas erövring av Nicaragua. Prästen Fray Francisco de Bobadilla besökte platsen 1528. Vid landets första folkräkning år 1548 hade Posoltega 657 invånare.. Under den koloniala tiden  var det Posolteguilla, en kilometer sydost om centralorten, som var bygdens centrum, och Posoltega och Posolteguilla var länge två separata pueblos. I Posolteguilla kan man fortfarande se ruinen av en vacker gammal kyrka.
Posoltega fick sina stadsrättigheter 1968.

## Transporter
Centralorten Posoltega ligger längs den numera nedlagda järnvägen mellan städerna Chinandega och León. Landsvägen mellan städerna passerar också kommunen, men går två kilometer norr om centralorten.